# Jingpo Hu
Jingpo Hu är en sjö i Kina. Den ligger i provinsen Heilongjiang, i den nordöstra delen av landet, omkring 280 kilometer sydost om provinshuvudstaden Harbin. Jingpo Hu ligger 343 meter över havet. Arean är 95 kvadratkilometer. I omgivningarna runt Jingpo Hu växer i huvudsak blandskog. Den sträcker sig 30,6 kilometer i nord-sydlig riktning, och 19,7 kilometer i öst-västlig riktning.
Genomsnittlig årsnederbörd är 945 millimeter. Den regnigaste månaden är juli, med i genomsnitt 194 mm nederbörd, och den torraste är januari, med 6 mm nederbörd.